# Le Louis de vingt francs
 (juillet 2025).
Pour plus de détails, voir Fiche technique et Distribution.
Le Louis de vingt francs est un film muet français réalisé par Louis Feuillade et sorti en 1910.

## Fiche technique
- Réalisation et scénario : Louis Feuillade
- Société de production : Société des Établissements L. Gaumont
- Pays : France
- Format : Muet - Noir et blanc - 1,33:1 - 35 mm
- Métrage : 275 m
- Date de sortie : 
  -  France - 1910

## Distribution
- René Dary